# Хватай и беги (фильм, 2012)
«Хвата́й и беги́» (англ. Hit and Run) — комедийный боевик 2012 года режиссёров Дэвида Палмера и Дэкса Шепарда. Шепард сыграл одну из главных ролей в фильме, а также стал сценаристом картины. В главных ролях снялись Кристен Белл, Дэкс Шепард, Брэдли Купер, Том Арнольд, Кристин Ченовет и Майкл Розенбаум. Премьера фильма в США состоялась 22 августа 2012 года, в России — 31 января 2013 года.

## Сюжет
Бывший грабитель банков Чарли, когда-то пошедший на сделку с правосудием, скрывается в маленьком калифорнийском городке: у него свой дом, налаженный быт и любимая девушка Энни. Когда Энни узнаёт, что у неё есть шанс получить работу мечты в Лос-Анджелесе, она уговаривает Чарли нарушить правила, высунуть нос из городка и отвезти её на собеседование.
Программа по защите свидетелей дает сбой, и на след Чарли выходят его бывшие сообщники во главе с мстительным психопатом Алексом. К погоне также присоединяются неуравновешенный федеральный маршал — гомосексуал, приставленный для охраны Чарли, и ревнивый бывший парень Энни. Вместо увеселительной прогулки Чарли ждёт непрекращающаяся череда столкновений, ловушек и подстав — не говоря уже о встречах с колоритными жителями Южной Калифорнии, которые вносят дополнительные нотки сумасшествия в и без того безумную гонку.

## В ролях
| Актёр           | Роль                                |
| --------------- | ----------------------------------- |
| Кристен Белл    | Энни Бин                            |
| Дэкс Шепард     | Чарли Бронсон / Юл Пёркинс          |
| Брэдли Купер    | Алекс Дмитрий бывший сообщник Чарли |
| Том Арнольд     | Рэнди Андерсон федеральный маршал   |
| Кристин Ченовет | Дебби Кригер начальница Энни        |
| Майкл Розенбаум | Гил Ратбинн бывший парень Энни      |
| Джой Брайант    | Нив Татум                           |
| Райан Хэнсен    | Аллен                               |
| Бо Бриджес      | Клинт Пёрркинс отец Чарли           |
| Джесс Роуленд   | Терри Ратбинн брат Гила             |
| Карли Хаттер    | Анджелла Рот                        |
| Стив Аджи       | чувак                               |
| Кэл Беннетт     | Мэри Энн кассирша                   |
| Дэвид Кокнер    | Сандерс                             |
| Джейсон Бейтман | Кит Йет федеральный маршал          |
| Нейт Так        | Пэт Рикман федеральный маршал       |
| Шон Хейс        | профессор Сэнди Остерман            |